# Кимьогар (футбольний клуб, Чирчик)
Футбольний Клуб «Кимьогар» (Чирчик) або просто «Кимьогар» (узб. «Kimyogar» Chirchiq futbol klubi) — професіональний узбецький футбольний клуб з міста Чирчика Ташкентської області.

## Колишні назви
- 1953—1991: «Хімік» (Чирчик)
- 1992–…: «Кимьогар» (Чирчик)

## Історія
Футбольний клуб «Хімік» було засновано в місті Чирчик в 1953 році, клуб представляв місцевий електрохімічний комбінат. У 1953 році він брав участь у Кубку СРСР.
У 1962 році група дебютувала 2-ій зоні класу В Чемпіонату СРСР. У 1963 році після реорганізації футбольних ліг в Радянському Союзі клуб потрапив до другої групи класу B Другої ліги Чемпіонату СРСР. У 1970 році після чергової реорганізації футбольних ліг в Радянському Союзі клуб потрапив середньо-азійської зони класу В Другої нижчої ліги Чемпіонату СРСР. Незважаючи на те, що в 1971 році команда посіла 10-те місце в турнірній таблиці, вона не отримала належного фінансування, щоб грати в професійній Другій лізі, а тому продовжувавала виступати в аматорських чемпіонатах.
У 1992 році клуб змінив назву на «Кимьогар» (Чирчик) і дебютував у Другій лізі Узбекистану, в якій у фінальному турнірі посів 2-ге місце. У 1993 році він брав участь у другому розіграші Кубку Узбекистану, а також виступав у Першій лізі. У 1999 році він зайняв друге місце в чемпіонаті і отримав путівку до Вищої ліги Узбекистану. У 2001 році «Кимьогар» посів 16-те місце і вилетів до Першої ліги. У 2009 році через банкрутство припинив виступи у чемпіонатах та Кубку Узбекистану.

## Досягнення
- Чемпіонат Узбецької РСР:
  -  Чемпіон (1): 1958

- Кубок Узбецької РСР:
  -  Переможець (3): 1953, 1957, 1959

- Чемпіонат Узбекистану
  - 14-те місце (1): 2000

- Перша ліга Узбекистану
  -  Срібний призер (1): 1999

- Друга ліга Узбекистану
  -  Срібний призер (1): 1992

- Кубок Узбекистану:
  - 1/16 фіналу (6): 1993, 1994, 1999/00, 2001/02, 2004, 2006, 2007

## Відомі гравці
- Ярослав Крушельницький
- Янніс Мандзукас
- Ілля Телегін

## Тренери
…
- 1962:  Ашот Григорянц

…
- 1999:  Олександр Іванков

…
- 2005:  В'ячеслав Тигай

…